# سیارک ۴۶۹۴
سیارک ۴۶۹۴ (به انگلیسی: 4694 Festou، نامگذاری:1985PM) چهار هزار و ششصد و نود و چهارمین سیارک کشف شده‌است که در ۱۴ اوت ۱۹۸۵ کشف شد.
قدر مطلق سیارک برابر ۱۲٫۷۰ است.